# Eptatretus burgeri
Cá mút đá myxin gần bờ (Eptatretus burgeri) là một loại cá thuộc chi Eptatretus. Loài cá này được tìm thấy ở Tây Bắc Thái Bình Dương, từ vùng biển Nhật Bản và trên toàn miền đông Nhật Bản đến Đài Loan. Loài này có sáu cặp túi mang và khe mang. Loài cá này được chế biến thành món ăn Kkomjangeo bokkeum (꼼장어 볶음) trong ẩm thực Triều Tiên.

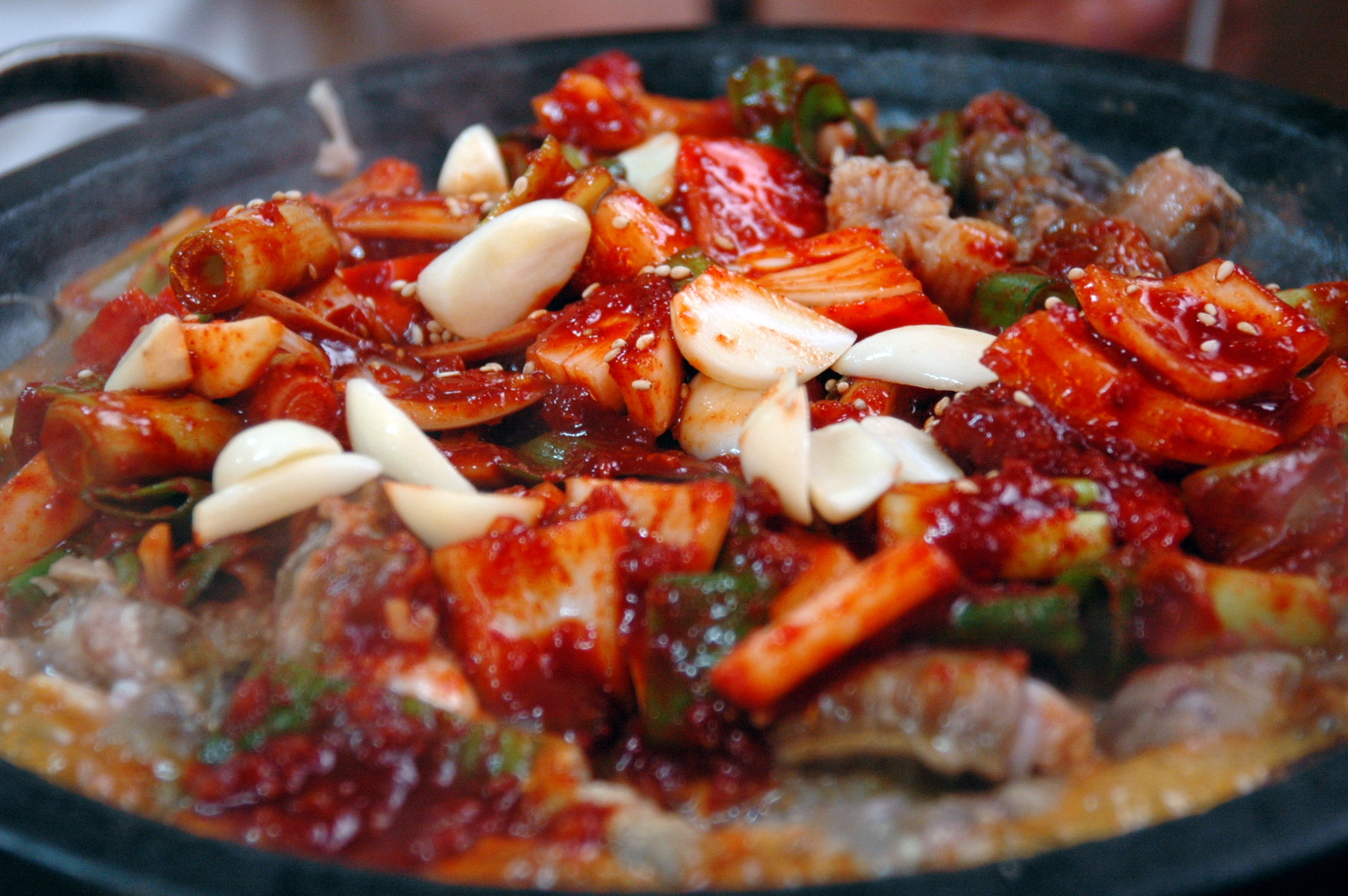
Kkomjangeo bokkeum (꼼장어 볶음), Korean stir-fried fish dish made with inshore hagfish, (Eptatretus burgeri).

## Hình ảnh

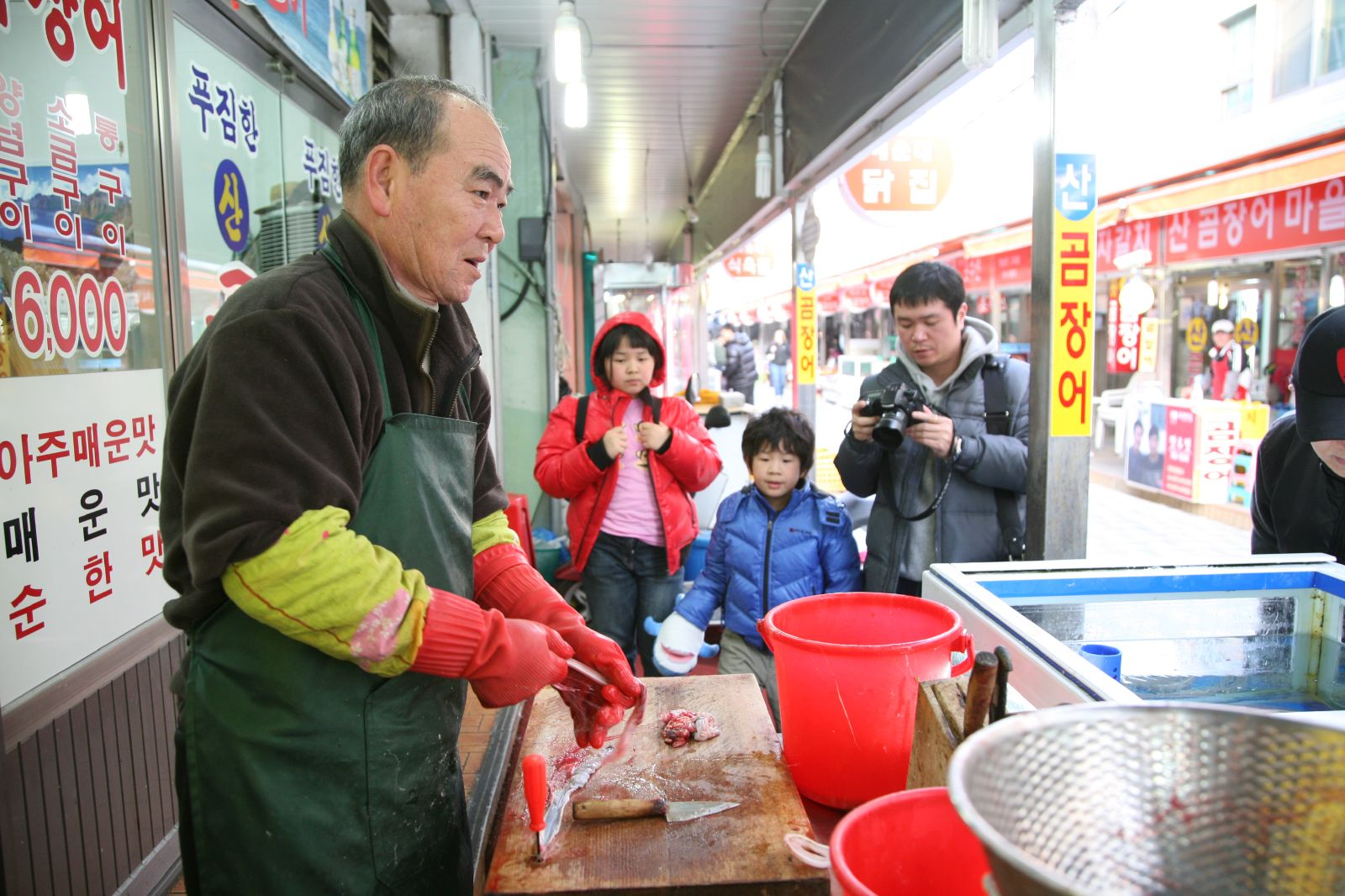
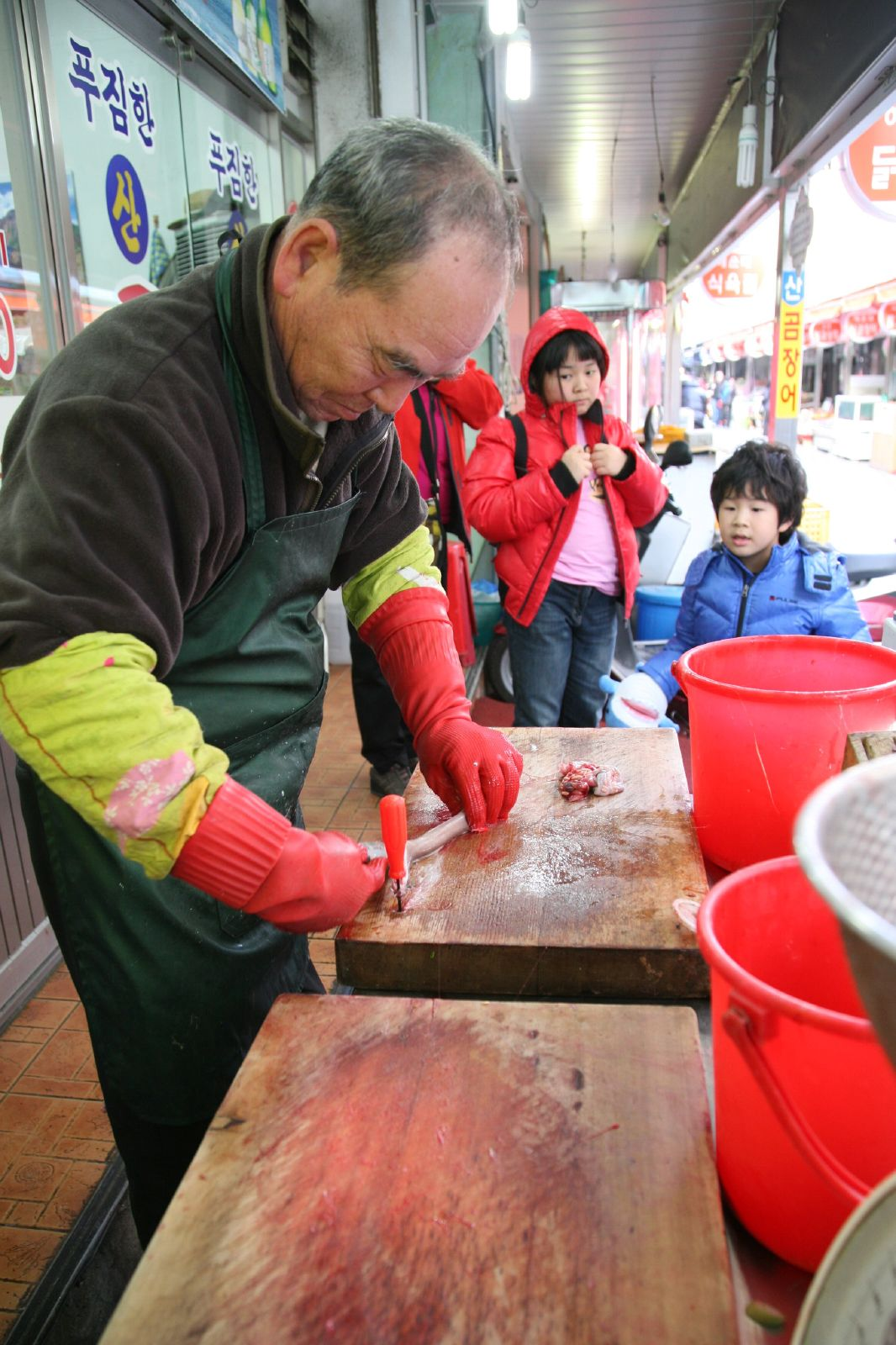
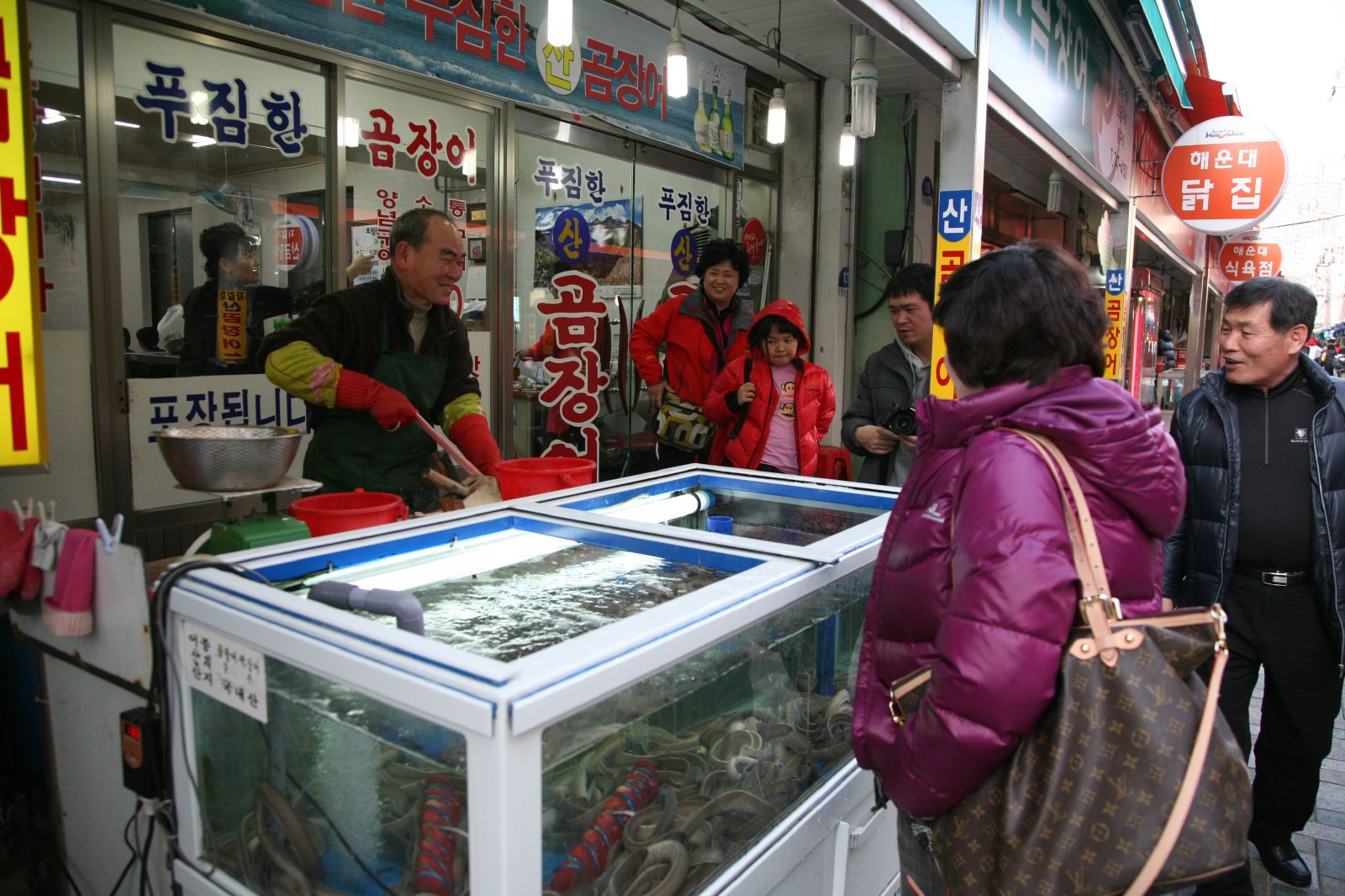
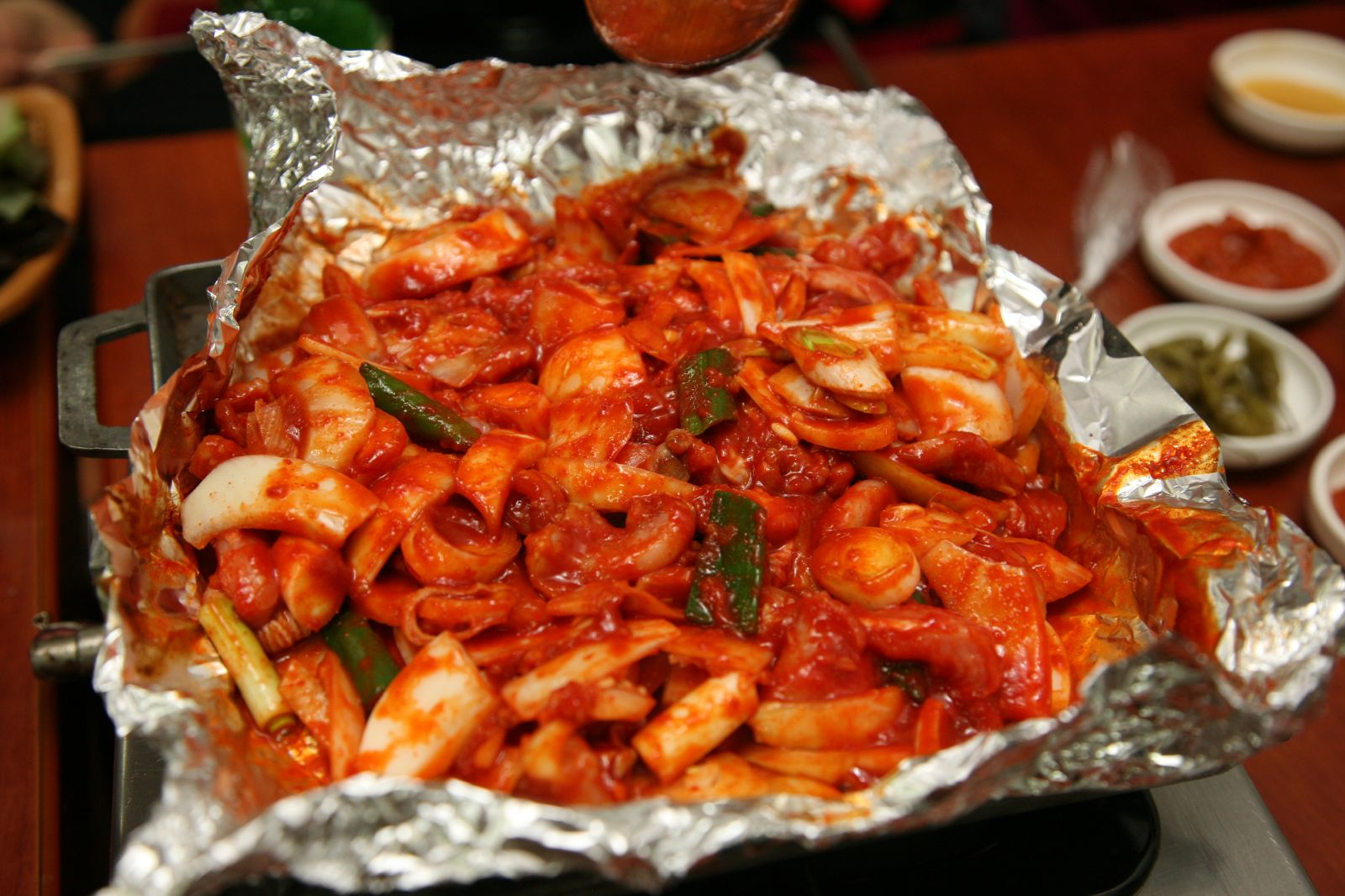